# Утемиш-хаджи
Утемиш-Хаджи ибн Маулана Мухаммад Дости — придворный шейбанидский историк XVI века, автор трактата «Чингиз-наме».

## Биография
Утемиш-хаджи жил в первой половине XVI века, точные даты его жизни неизвестны. Он происходил из влиятельной семьи, служившей Ильбарс-хану, на службе у которого начиналась и карьера Утемиш-хаджи. Предки Утемиш-Хаджи служили хану Йадгару.
В 1550 году Утемиш-хаджи по указанию Иш-султана написал трактат «Чингиз-наме». Ахмет-Заки Валиди упоминает ещё одно произведение Утемиш-хаджи, «Мангытские аулы».

## Чингиз-наме
Первыми исследователями трактата «Чингиз-наме» были Е. Ф. Каль, В. В. Бартольд и Валиди, которые отметили его научную значимость. Валиди называл его «Тарих-и Дост-султан» (История Дост-султана). Наибольший вклад в изучение трактата внёс В. П. Юдин. Трактат переведён им и вместе с факсимиле и транскрипцией чагатайского текста опубликован в Алма-Ате под названием «Чингиз-наме», такое название стоит в ташкентской рукописи. Также известен ещё один вариант рукописи из личной библиотеки А. З. Валиди, более полный по сравнению с ташкентским. Данная рукопись названа «Кара таварих», то есть «Великая история».